# Фадеев, Анатолий Александрович
Анатолий Александрович Фадеев (1846—1915) — русский учёный-почвовед.
Потомственный дворянин. С 1864 года был вольноприходящим учеником 1-й Санкт-Петербургской гимназии и в 1865 году получил в ней аттестат зрелости.
В 1872 году окончил Петровскую земледельческую и лесную академию. За конкурсное сочинение «Изменения, которым подвергаются почвы песчаная, суглинистая, глинистая и чернозёмная в их физических и химических свойствах при промерзании» получил от академии в июне 1871 года золотую медаль.
Некоторое время был ассистентом И. А. Стебута при кафедре земледелия, которого в 1875 году сменил на должности заведующего кафедрой земледелия. В 1876—1887 годах был профессором земледельческой академии, читал курсы почвоведения. Он составил курс общего земледелия, реорганизовал опытное поле академии и устроил семенную контрольную станцию. В 1879—1885 годах возглавлял созданную им при академии обсерваторию.
А. А. Фадеев дал детальную классификацию механических элементов почв и исследовал их физические свойства, разработал один из первых методов механического анализа почв, который был описан В. Р. Вильямсом в «Известиях академии наук» в 1889 году. Позже занимался устройством полей орошения и созданием в России сети метеорологических станций. Его работы, главным образом рукописные, не сохранились, но описание его исследований было позже дано в трудах В. Р. Вильямса. Из печатных публикаций Фадеевы известны: Конкурс плугов для подъема целины в г. Тамбове: доклад члена Комитета с.-х. консультации А. А. Фадеева (М., 1873); Хозяйство крестьян великоруссов: доклад Моск. общ. сел. хоз. д. ч. А. Фадеева (М., 1873).